# Thalictrum dasycarpum
Thalictrum dasycarpum är en ranunkelväxtart som beskrevs av Fisch. Mey. och Ave-lall.. Thalictrum dasycarpum ingår i släktet rutor, och familjen ranunkelväxter. Inga underarter finns listade i Catalogue of Life.

## Bildgalleri

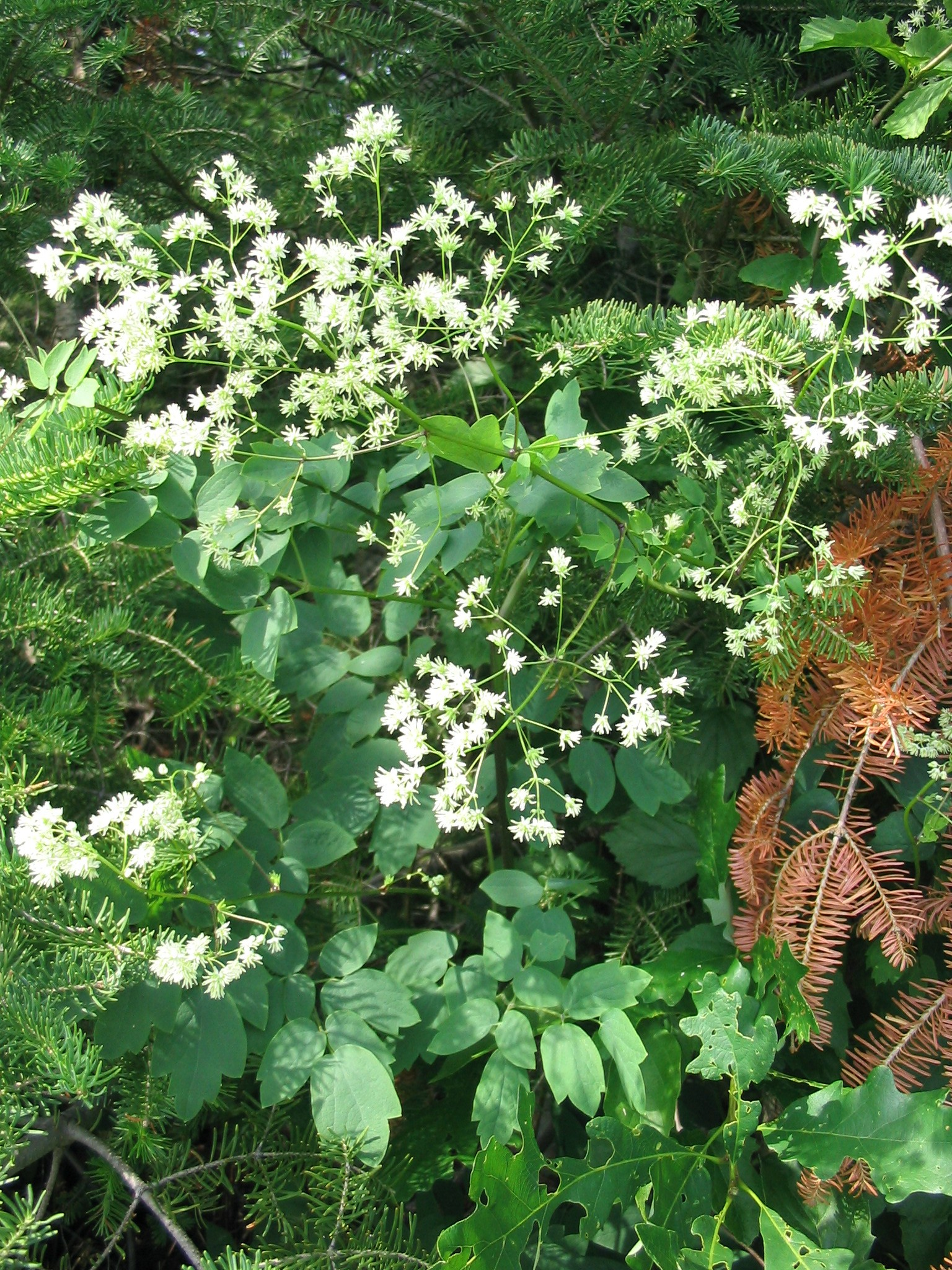
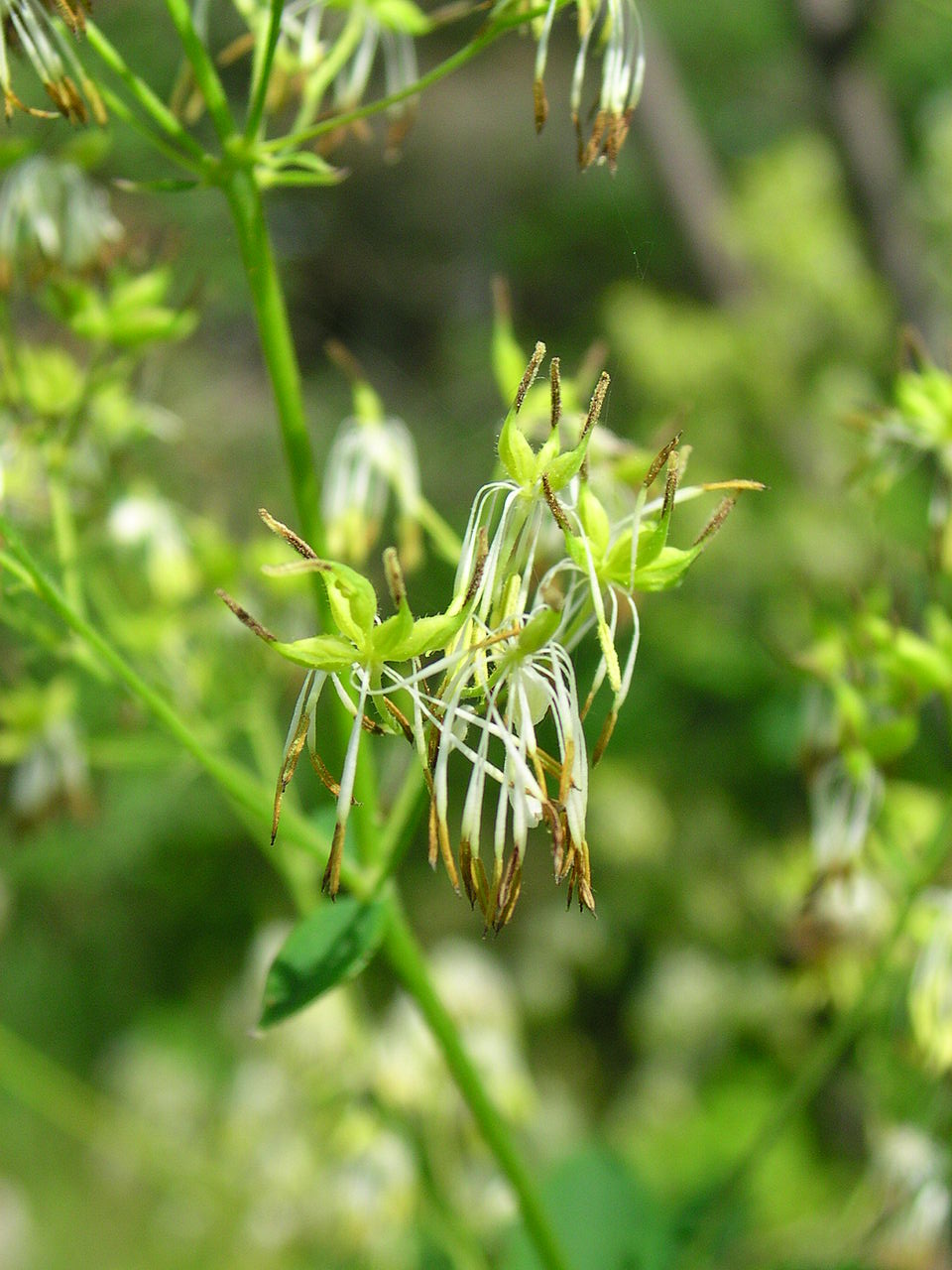
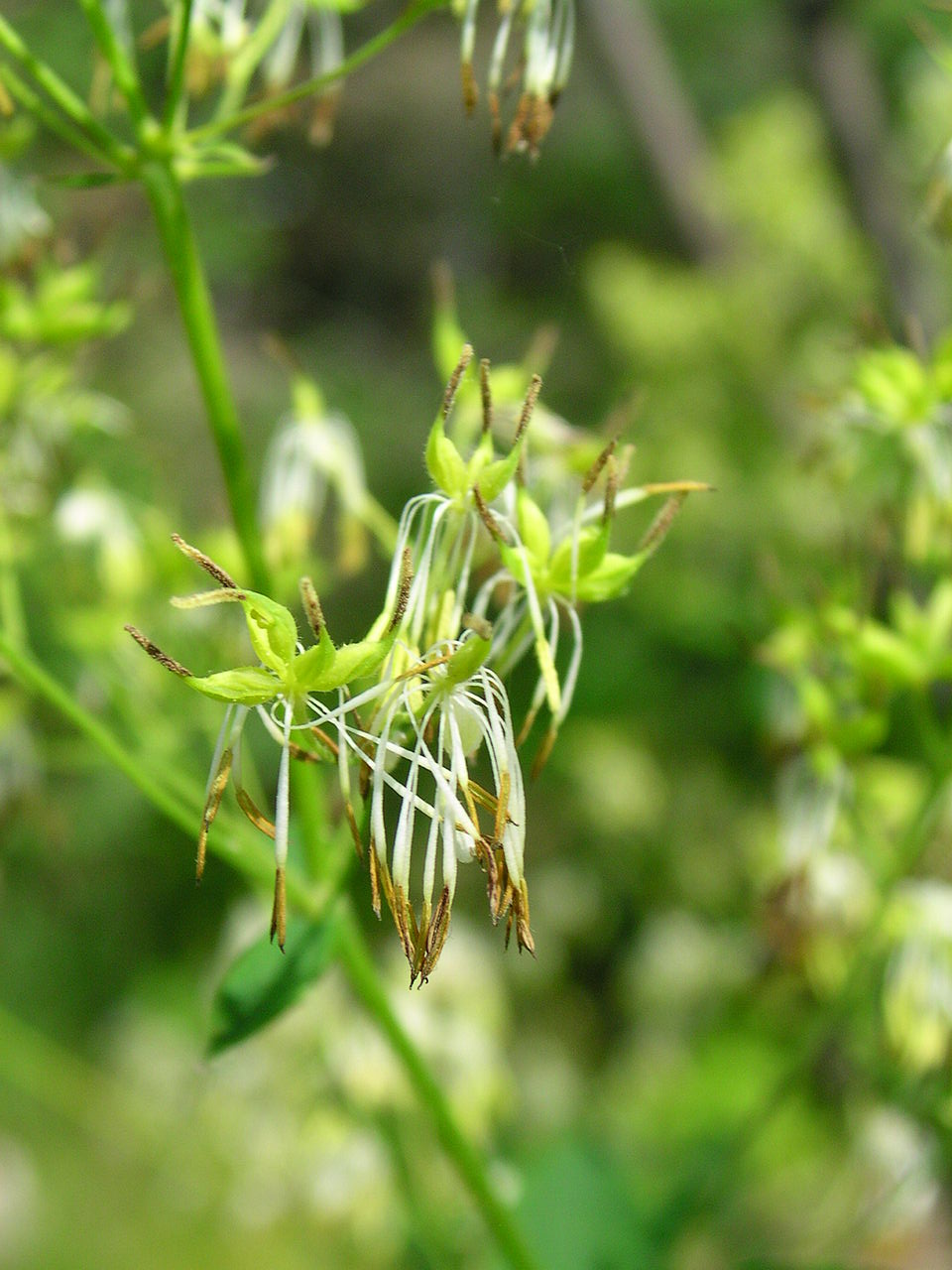
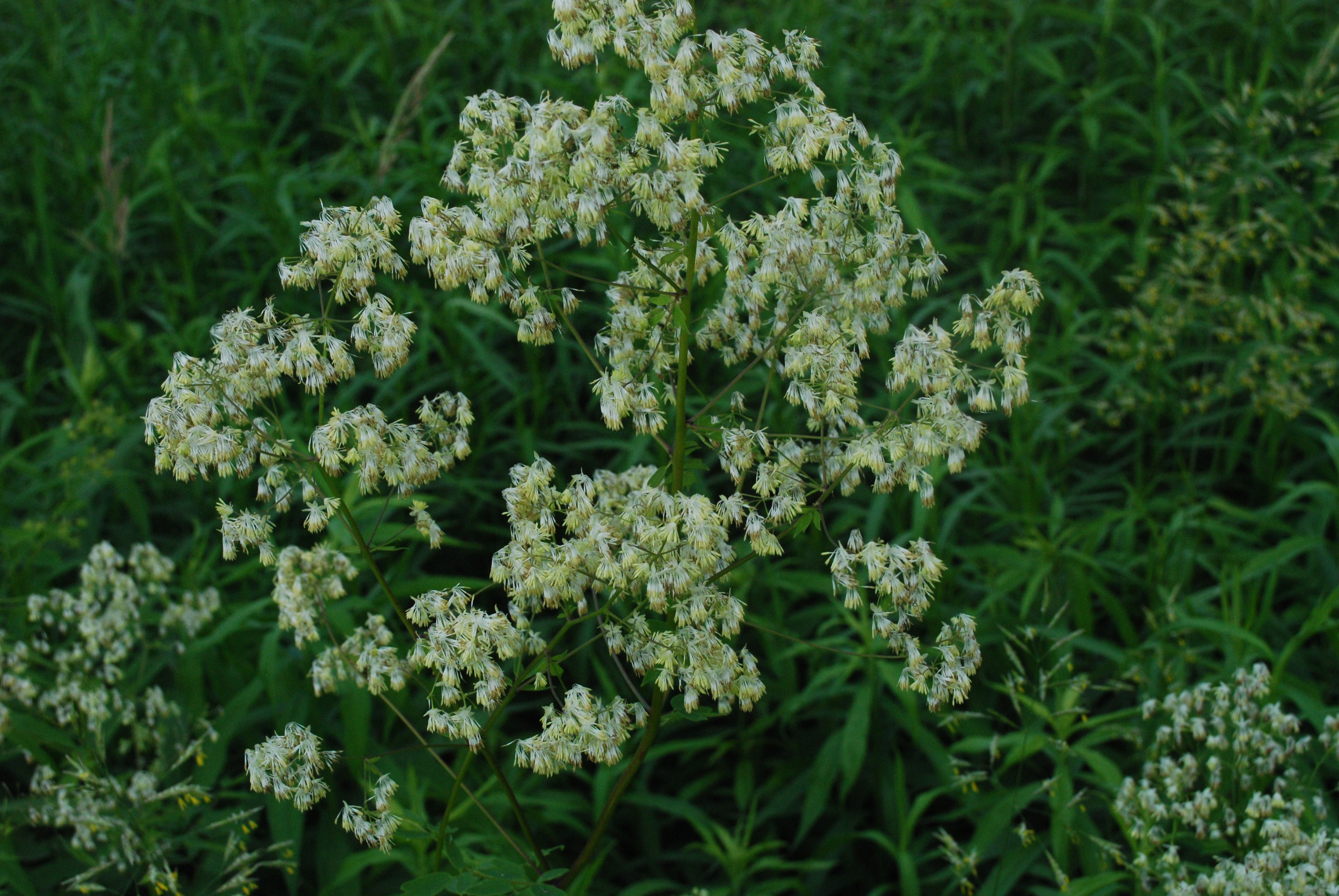